# سيرغي بالتاتشا (لاعب كرة قدم)
سيرغي بالتاتشا (بالإنجليزية: Sergei Baltacha)‏ (بالأوكرانية: Сергій Сергійович Балтача)‏ هو لاعب كرة قدم أوكراني وبريطاني في مركز ظهير ‏، ولد في 28 يوليو 1979 في كييف في أوكرانيا. شارك مع منتخب اسكتلندا تحت 21 سنة لكرة القدم. أما مع النوادي، فقد لعب مع نادي سانت ميرين ونادي ميلوول.

## وصلات خارجية
- سيرغي بالتاتشا (لاعب كرة قدم) على موقع قاعدة بيانات كرة القدم.إي يو (الإنجليزية)
- سيرغي بالتاتشا (لاعب كرة قدم) على موقع Soccerbase.com (لاعب) (الإنجليزية)
- سيرغي بالتاتشا (لاعب كرة قدم) على موقع Soccerway.com (الإنجليزية)